# Forcipomyia roubaudi
Forcipomyia roubaudi är en tvåvingeart som beskrevs av Clastrier och Delecolle 1997. Forcipomyia roubaudi ingår i släktet Forcipomyia och familjen svidknott. Inga underarter finns listade i Catalogue of Life.